# Fjends
Fjends was tot 2007 een gemeente in Denemarken. De oppervlakte bedroeg 236,19 km². De gemeente telde 8152 inwoners waarvan 4161 mannen en 3991 vrouwen (cijfers 2005). Bij de herindeling in 2007 werd Fjends toegevoegd aan de vergrote gemeente Viborg.
Hoofdplaats van de gemeente was Stoholm.
- Gemeinsame Normdatei: 1028022999
- Virtual International Authority File: 287296484
- WorldCat: E39PBJvRYJkmbykdPGYmmhttKd